# Государственный строй Русского царства
Политический строй Русского царства — политическая система, система государственного управления, существовавшая в Русском Царстве в период с 1547 по 1721 год.

## Царская власть
У царя была сосредоточена вся полнота верховной государственной власти (законодательная, исполнительная и судебная). Все действия органов власти совершались только от имени царя и по царскому указу. Духовенство в свою очередь разработало идеологическое обоснование царской власти. В обществе было мнение о безальтернативности власти царя. Так, например, в 1612 г. второе земское ополчение в своих грамотах говорило о необходимости «выбрати общим советом государя, чтоб до конца не разорится. Сами, господа, все ведаете: как нам ныне без государя против общих врагов… стояти?». В 1677 г. русский резидент в Польше Тяпкин писал, что «не такие тут порядки, что в государстве Московском, где государь как пресветлое солнце в небеси единый монарх и государь просвещается, и своим государским повелением, яко солнечными лучами, всюду един сияет, единого слушаем, единого боимся, единому служим все».
Власть московского государя была неограниченной. Но в руках Ивана Грозного в период опричнины эта власть превратилась уже просто в произвол. Московский государь был только морально ограничен старыми обычаями и традициями, в особенности церковными. Григорий Котошихин, современник царя Алексея Михайловича писал: «А вновь Московский царь князем учинить не может никого, потому что не обычай тому есть, и не повелось». Попытка нарушения старых традиций и обычаев, предпринятая Лжедмитрием I, окончилась его гибелью; она удалась лишь Петру I, после того как сами эти обычаи и традиции «поизшатались».
К государю приходило много жалоб населения («челобитья великие и докука беспрестанная») на злоупотребления должностных лиц, и правительство, чтобы устранить причины этих жалоб занималось постоянным контролем над органами суда и администрации и законодательно регулировало их деятельность. Так, например, первый московский царь в 1550 году издал Судебник, а при царе Алексее Михайловиче, был издан новый кодекс «Соборное Уложение», «чтобы Московского государства всяких чинов людем суд и расправа была всем ровна». Московское правительство издавало, от имени государя, также много частных «уставных грамот», «наказов» и разного рода инструкций и предписаний.

## Боярская дума
Боярская дума состояла из ближайшего окружения царя и стояла во главе древнерусской администрации. Боярство в 16-17 вв., являлось высшим рангом, которым государь «жаловал» своих ближайших помощников. Известно несколько десятков знатных фамилий, преимущественно княжеских, члены которых (обычно — старшие члены) «бывали в боярах». Вторым чином или рангом в думе был «окольничий», который так же назначался царём. Эти «чины» пополнялись исключительно из представителей высшей московской аристократии, и только начиная с XVII в. были единичные случаи пожалования боярства людям из среднего служилого слоя (как Матвеев или Ордин-Нащокин).
Московский подьячий Котошихин рисует такую картину заседаний думы:
«А лучится царю мысль свою о чём объявити, и он им объявя приказывает, чтобы они бояре и думные люди помысля к тому делу дали способ; и кто из тех бояр побольши и разумнее, или кто из меньших, и они мысль свою к способу объявливают; а иные бояре, брады своя уставя, ничего не отвещают, потому что царь жалует многих в бояре не по разуму их, но по великой породе, и многие из них грамоте не ученые и не студированые; однако сыщется и окроме их кому быти на ответы разумному из бо́льших и из меньших бояр. А на чём которое дело быти приговорят, приказывает царь и бояре думным дьяком пометить, и тот приговор записать».
Число бояр и окольничих редко превышало 50 человек. Кроме них в состав думы входило несколько думных дворян и трое или четверо думных дьяков, секретарей и докладчиков думы.
Права и полномочия думы никак не определялись законами. Её компетенции определялись в основном старыми обычаями или волею государя. «Дума ведала очень обширный круг дел судебных и административных; но собственно это было законодательное учреждение» (Ключевский). Законодательное значение думы было прямо закреплено царским Судебником; ст. 98-я Судебника гласила:
«А которые будут дела новые, а в сем Судебнике не написаны, и как те дела с государева докладу и со всех бояр приговору вершатся, и те дела в сем Судебнике приписывати».
Вводная формула новых законов, как правило, начиналась: «государь указал и бояре приговорили». Но, иногда царь решал дела и издавал распоряжения, имевшие характер законодательных постановлений, от своего имени. Иногда он решал их с небольшим количеством советников, — так называемая ближняя или комнатная дума государя. В общее собрание думы дела поступали или по указу государя или по докладам из приказов. Согласно Уложению 1649 г., дума является высшей судебной инстанцией для тех дел, которые в приказах решить «не мочно».
В заседаниях думы мог присутствовать и сам царь (тогда заседание называлось «сиденьем царя с боярами о делах»). Для решения особо важных дел проводилось заседание думы совместно с «освящённым собором», состоявшего из представителей высшего духовенства.
При необходимости из думы выделялись особые комиссии — «ответные» (для переговоров с иноземными послами), «уложенная» (для составления проекта нового Уложения), судная и расправная. В конце XVII в. «Расправная палата» стала постоянно действующей.
Служба бояр окольничьих и думных людей (так назывались думные дворяне и дьяки) состояла не только в их «сиденьи» в думе. Они так же посылались послами к иностранным государям, назначались начальниками («судьями») важнейших приказов, полковыми воеводами и городовыми воеводами в города.

## Земские соборы
Земские соборы, или «советы всея земли» возникают одновременно с московским царством. «Уложенный» собор 1648—49 гг. принял основы государственного законодательства. Соборы 1598 и 1613 гг. носили учредительный характер и являлись верховной властью в государстве. В Смутное время и непосредственно после него земские соборы сыграли важную роль в деле восстановления «великого Российского царствия».
Первый московский царь созвал (в 1549 г.) первый земский собор для примирения представителей населения с бывшими областными правителями, «кормленщиками», перед отменой «кормлений». Сведения о первом земском соборе кратки и неопределённы, и мало известно о его составе и деятельности.
Известен состав второго земского собора 1566 года для решения вопроса о том, следует ли мириться с королём польским и великим князем литовским на предложенных им условиях. Собор высказался за продолжение войны, предоставив окончательное решение царю: «а во всем ведает Бог да государь наш…; и мы государю своему изъявили свою мысль…».
Земский собор в 1598 году получил учредительный характер. Собору предстояло избрать нового царя и основать новую династию.
В Смутное время «глас народа» из риторической фикции превратился в реальную политическую силу. Когда в 1606 г. вступил на престол боярин князь Василий Шуйский «без воли всея земли», то многие отказались признать его своим царём и повсюду вспыхнули восстания против него; «всеа России земля восколебася на него ненавистью, за еже без воли всех градов воцарился бе».
В 1610 г. московские бояре и «служилые и жилецкие люди» согласились принять на царство польского королевича Владислава и заключили с ним договор, который формально ограничивал его власть и который предусматривал совет всей земли, как нормально действующий законодательный орган: …"суду быти и совершатись по прежнему обычаю и по судебнику Российского Государства; а будет похотят в чём пополнити для укрепления судов, и Государю на то поволити, с думою бояр и всей земли, чтоб было все праведно".
В ляпуновском ополчении 1611 г. «строить землю и всяким земским и ратным делом промышлять» должны были трое воевод, «которых избрали всею Землёю по сему всее Земли приговору»; «а буде бояре, которых выбрали ныне всею землёю для всяких земских и ратных дел в правительство, о земских делах радети и расправы чинити не учнут во всем в правду, …и нам всею Землёю вольно бояр и воевод переменити, и в то место выбрати иных, говоря со всею Землёю».
Во втором земском ополчении князя Пожарского, во время его пребывания в Ярославле (весною 1612 г.) образовался постоянный «совет всея земли», который представлял собою временное правительство для ополчения и для значительной части страны. В переписке выражается мысль о необходимости избрания государя «общим советом», «всею Землёю», «всемирным советом», «по совету всего государства» и т. д. Такой «всемирный совет» был созван в Москву сразу после освобождения её от поляков, «и всякие служилые и посадские и уездные люди, для государского обиранья в царствующий град Москву на совет съехалися».
Новый царь удержался на престоле во многом благодаря поддержке земских соборов, которые в течение первых 10 лет его царствования заседали почти непрерывно.
Во 2-й половине XVII в. земские соборы приходят в упадок.
В состав земских соборов входили три элемента: «освященный собор» из представителей высшего духовенства, боярская дума и представители служилого и посадского классов Московского государства. Всего около 300—400 человек. В XVI веке в качестве представителей от населения приглашались преимущественно должностные лица, стоявшие во главе местных дворянских и посадских обществ.
«Вообще состав собора был очень изменчив, лишён твёрдой, устойчивой организации» (Ключевский). Постоянными элементами соборного представительства были представители служилого и посадского населения. Свободное северное крестьянство было также представлено на соборах, но масса крепостных крестьян там представлена не была.

## Центральное управление. Приказы
Органами центрального управления в Московском государстве были приказы. Московские приказы развились из первоначально единоличных и временных правительственных поручений, которые московский великий князь давал своим боярам и вольным слугам. В XVI—XVII вв. эти единоличные поручения превратились в сложные и постоянные присутственные места, получившие название изб или приказов. Так как приказы появлялись постепенно по мере надобности, то распределение правительственных дел между ними представляется чрезвычайно неправильным и запутанным, на наш взгляд.
Одни приказы ведали на всей территории, другие, наоборот, ведали только в отдельных областях, третьи управляли отдельными отраслями, четвёртые ведали небольшими отдельными предприятиями (как приказы Аптекарский и Книгопечатный). Было около 15 приказов по военному управлению, не менее 10 по государственному хозяйству, около 13 по дворцовому ведомству и 12 приказов «в сфере внутреннего благоустройства и благочиния».
Важнейшими приказами общегосударственного значения были следующие:
- Посольский приказ, ведавший внешние сношения;
- Поместный приказ, ведавший служилое землевладение;
- Разрядный приказ, или Разряд, заведовавший военным делом и назначением командного состава;
- Холопий приказ ведал регистрацией холопов;
- Разбойный приказ (с подчинёнными ему губными старостами на местах) ведал важнейшие уголовные дела по всему государству;
- было несколько судных приказов;
- приказы Большой казны и Большого прихода ведали государственное хозяйство и финансы;
- важнейшими территориальными приказами были Малороссийский, Сибирский, а также дво́рцы Казанский, Новгородский, Тверской.

Начальниками, или «судьями», главнейших приказов были обычно бояре и «думные люди» «с товарищи»; с ними в приказах сидели дьяки (секретари) и подьячие (писцы). Второстепенными приказами управляли дворяне с дьяками или одни дьяки. По подсчётам Котошихина, дьяков было в Московском государстве «со 100 человек, подьячих с 1000 человек». Движущей силой приказного управления были дьяки.
При существовавшей бюрократической централизации в Московском государстве в XVII в., московские приказы были завалены бесконечным количеством судебных и административных дел. Имелось множество донесений и запросов от местных управителей-воевод, которые, опасаясь государева гнева в случае ошибки («оплошки»), обращались в Москву по всяким мелочам. Подавляющее большинство таких дел решали дьяки (знатоки законов, указов, наказов (инструкций) и канцелярских обычаев).
Уровень коррупции в приказах был очень высок. Приказные дьяки, как жаловались царю выборные люди на Соборе 1642 г., «обогатев многим богатством неправедным своим мздоимством», накупили себе вотчин и настроили себе домов «палат каменных таких, что неудобь-сказуемо».

## Местное управление и самоуправление
Местное управление в Московском государстве XV и первой половины XVI вв. находилось у наместников и волостелей. Наместники правили городами и «подгородними станами», волостели управляли волостями. Их подчинённые органы — тиуны, доводчики, праветчики, недельщики — являлись их слугами (но не государственными чиновниками).
Должности областных управителей назывались «кормлениями», а они сами — «кормленщиками». «Управитель кормился за счёт управляемых областей в буквальном смысле этого слова. Содержание его состояло из кормов и пошлин. Кормы вносились целыми обществами в определённые сроки, пошлинами отдельные лица оплачивали правительственные акты, в которых они нуждались» (Ключевский).
Чтобы оградить население от произвола и злоупотреблений «кормленщиков», правительство устанавливала норму кормлений. В уставных и жалованных грамотах, которые давались самим кормленщикам, была установлена такса, подробно расписывавшая доходы кормленщика, кормы и пошлины. Позднее натуральные кормы (хлеб, масло, мясо, птица и т. д.) были переложены на деньги, а сбор кормов с населения был поручен выборным от обществ (старостам, сотским и др.). Судебная власть кормленщиков ограничивалась двойным надзором за их деятельностью — сверху и снизу. Надзор сверху выражался в «докладе», когда наиболее важные дела из суда кормленщиков передавались для окончательного решения в центральные учреждения. С другой стороны, судебные действия наместников и волостелей подчинялись надзору представителей местных обществ.
Посадские и волостные общества имели свои выборные органы, старост и сотских. Со 2-й половины XV в. эти выборные земские власти становятся все более деятельными участниками местного управления и суда; или общие земские власти, или специально выбранные местными обществами «судные мужи», «добрые люди», «лучшие люди» привлекаются в суд наместников и волостелей; как знатоки местных юридических обычаев и как защитники интересов местных обществ, они должны были «в суде сидети и правды стеречи», то есть наблюдать за правильностью судопроизводства.
Первый судебник (1497 г.) установил, как общее правило, что на суде кормленщиков должно «быти старосте и лутчим людем; а без старосты и без других людей суда наместником и волостелем не судити». То же правило подтверждалось рядом «уставных грамот», данных отдельным местным обществам. Царский судебник 1550 г. устанавливал обязательное присутствие в наместничьем суде старост и «лучших людей, целовальников» или «судных мужей» и повторяет предписание: «А без старосты и без целовальников суда не судити».
В XVI в. произошла замена суда кормленщиков судом выборных земских властей. Сначала из рук наместников и волостелей изъяли суд по тяжёлым уголовным преступлениям, («разбойные и татиные и убивствеиные дела»), и передали избираемым местным обществам «губных старост» и их помощников «губных целовальников». Губные старосты избирались из дворян и детей боярских всеми классами населения, включая крестьян; губные целовальники избирались из среды тяглых (посадских и сельских) людей. Губным старостам подчинялись выборные, низшие полицейские агенты — сотские, пяти-десятские и десятские.
При Иване IV отменили кормления, заменив наместников и волостелей выборными земскими властями, «излюбленными» старостами и земскими судьями, которым поручался суд по всем делам (уголовным и гражданским) и все местное управление вообще. Вместо кормов и пошлин посадские и волостные люди должны были платить денежный «оброк» в царскую казну.
В XVII веке произошёл упадок местного самоуправления. Воеводы, которые раньше были только в пограничных областях «для береженья» от неприятелей, в XVII в. стали во всех городах страны. Воеводы сосредоточивают в своих руках всю власть, и военную и гражданскую.
Воеводы действовали по «наказам» (инструкциям) московских приказов и им подчинялись. Только «губные» учреждения, с губными старостами во главе, сохраняются как особое, формально самостоятельное ведомство. Земские учреждения в посадах и волостях также сохраняются, но они в течение XVII века всё более теряют свою самостоятельность. В северных областях и в XVII веке сохраняется волостной сход с его выборными органами, но сфера их компетенции все более сужается. Волостной суд подчиняется надзору воеводы и решает только мелкие дела.
В период с половины XVI до половины XVII в. «Московское государство может быть названо самодержавно-земским. С половины XVII века оно становится самодержавно-бюрократическим» (Богословский).

## Военная организация
В XVI—XVII вв. московское государство находилось непрерывной борьбе на три фронта. Поэтому главной задачей и главной заботой московского правительства была организация военных сил государства.
Основу московского войска составляло конное ополчение землевладельцев, вотчинников и помещиков, особенно последних. Нуждаясь в военных силах, московское правительство раздавало множество «государевых» земель в поместья «служилым людям» — под условием несения государевой военной службы. Служба продолжалась для помещиков всю жизнь, от 15-летнего возраста до старости, дряхлости или тяжёлого увечья.
Отборной частью дворянского ополчения была тысяча «дворян московских», которые составляли гвардию царя и служили также офицерскими кадрами для провинциальных отрядов.
Все служилые землевладельцы должны были являться на войну на своих конях, со своим вооружением и со своими военными слугами, — пропорционально количеству и качеству владеемой ими земли. Крупные землевладельцы-вотчинники, князья и бояре, выступали на войну с целыми отрядами своих вооружённых слуг. Однако московское войско было лишено правильного военного обучения и, вернувшись из похода, разъезжалось по домам.
В XVI в. правительство начало создавать военные части, которые имели бы постоянный и регулярный характер. Такими стали стрелецкие полки. Около 20 стрелецких полков (около 1000 человек каждый) служили в Москве и жили в подмосковных стрелецких слободах. В наиболее важных провинциальных городах и в пограничных крепостях также существовали отряды стрельцов. Кроме стрельцов в городах, имевших военное значение, находились отряды пушкарей (крепостной артиллерии), казаков и отряды служилых людей сторожевого и технического характера: ямщики (для почтовой службы), воротники, казённые плотники и кузнецы. Они набирались на службу из низших слоёв населения. Они жили с семьями в своих домах в подгородных слободах (стрелецкая, пушкарская, казацкая, ямская) и получали от правительства земельные наделы, а частью занимались торговлей и разными ремёслами, но всегда должны были быть готовы на государеву службу.
В случае войны с посадского и крестьянского населения собирались дополнительные кадры «даточных людей», главным образом для обозной и разной вспомогательной службы при войске.
Татары и некоторые другие восточные народы, подчинённые московскому правительству, в случае войны поставляли особые конные отряды для совместных действий с московскими войсками.
Военно-техническая отсталость московских "ратных людей побудила московское правительство в XVII в. завести у себя «полки иноземного строя» — солдатские (пехота), рейтарские (конница) и драгунские (смешанного строя); полки эти набирались из русских вольных «охочих» людей и обучались наёмными иностранными офицерами. Но в XVII в. эти полки ещё не составляли постоянного регулярного войска; они формировались лишь во время войны и распускались по окончании военных действий. Только немногочисленные кадры иноземных офицеров оставались на службе и на жалованье московского правительства; они жили в Немецкой слободе под Москвой, и в конце XVII века у них учился военному делу Пётр I.